# Trichoplusia transfixa
Trichoplusia transfixa är en fjärilsart som beskrevs av Walker 1857. Trichoplusia transfixa ingår i släktet Trichoplusia och familjen nattflyn. Inga underarter finns listade i Catalogue of Life.